# A priori
A priori (lat. från den förra, det som föregår eller det som kommer innan) är ett uttryck för att beskriva kunskap, härledningar eller sanningar som inte är beroende av sinnesintryck. Motsatsen är a posteriori (det som kommer efter). I logiskt avseende är något a priori om det går att bevisa dess giltighet utan att använda sig av sinneserfarenheter. Ett exempel på en sats som är sann a priori är satsen "Alla greker är människor". Satsens sanningsvärde är enbart beroende av de ingående begreppens betydelser, och har ingenting att göra med om det existerar människor eller greker. Ett exempel på en sats som är sann a posteriori är satsen "Vissa greker är olyckliga". Oberoendet av sinneserfarenheten kan också gälla ett begrepps eller en föreställnings ursprung, och i denna genetiska mening kan "a priori" likställas med "medfödd".
Begreppsparet a priori/a posteriori förekommer ofta tillsammans med distinktionen analytisk/syntetisk kunskap, bland annat som basala element i Kants kunskapsteori. Termen a priori är också bärande i det ontologiska gudsbeviset där man försöker bevisa Guds existens utan att hänvisa till den materiella världen eller erfarenheten, utan enbart till begreppet Gud.
Inom den matematiska statistiken syftar a priori-kunskaper på kunskaper om ett statistiskt förhållande före en viss mätning eller liknande. Före ett tärningskast är a priori-fördelningen 1/6 mellan de olika utfallen.
Termen förekommer även inom juridiken.